# 미리캔버스
미리캔버스는 (주)미리디에서 운영하는 디자인 웹사이트이며 저작권 걱정 없이 무료로 고퀄리티 PPT 템플릿, 썸네일, 시각자료, 포스터 등을 만들수 있는 그래픽 웹사이트이다.